# Pierre Corneille Van Geel
Pierre Corneille van Geel, también Petrus Cornelius van Geel (12 de octubre de 1796, Malinas - † marzo de 1838 (o 1836), París) fue un sacerdote católico, botánico, explorador, y polemizador belga; y prestigioso orquideólogo.

## Biografía

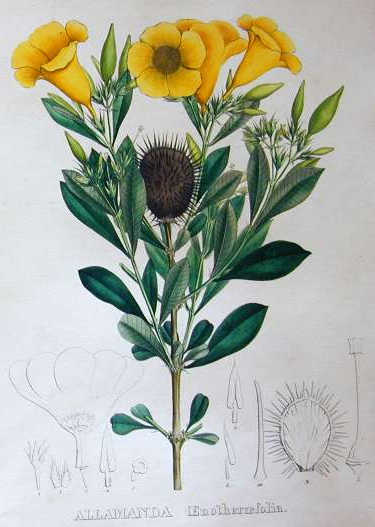
Ilustración de Allamanda oenotherifolia, en "Sertum Botanicum"

Junto con el naturalista belga Pierre Auguste Joseph Drapiez (1778-1856) fue el fundador y director de la Regiae Societatis Horticultural Belgio (Compañía Real de Horticultura de los Países Bajos .
Van Geel con Drapiez publican la obra, profusamente ilustrada Encyclographie usted Regne végétal. Sertum botanicum...  que desde 1828 hasta 1832 fue publicado en varios volúmenes y aproximadamente 600 ilustraciones litográficas.

## Algunas publicaciones

### Libros
- 1831. The Guet-à Pens Diplomacy; Or Lord Ponsonby at Brussels (A patriot devoted to his king, Pierre Corneille Van Geel) Ed. Rooke & Vorty, 84 pp.

## Literatura
- Académie Royale des Sciences, des Lettres et des Beaux-Arts de Belgique: Biographie nationale. Thiry, Bruselas 1866–1938, vol. 26
- La abreviatura «Van Geel» se emplea para indicar a Pierre Corneille Van Geel como autoridad en la descripción y clasificación científica de los vegetales.[2]